# Tenam Puente
Tenam Puente egy maja régészeti lelőhely délkelet-Mexikóban, Chiapas államban.
Nevének jelentéséről többféle magyarázat is van, egyrészt a navatl nyelvű tenamitl szó erődítményt, falat jelent, másrészt a toholabal nyelvű tenam szó jelentése (vékonyabb) fazék. A puente utótag spanyol szó, hidat jelent, és az egykor a közelben feküdt El Puente nevű birtokra utal. Azért tették hozzá a névhez, hogy megkülönböztessék a környék többi kisebb, szintén Tenam nevű lelőhelyétől (pl. Tenam Rosario, Tenam Soledad).

## Leírás
Tenam Puente Mexikó legdélebbi részéhez közel, Chiapas állam középpontjától kissé délkeletre, Comitán de Domínguez község területén található.
A települést a klasszikus korban (300 és 600 között) alapították, fénykorát a késői klasszikus korban (600 és 900 között) élte. Egészen 1200 körülig lakták, de ekkor egyelőre ismeretlen okokból elhagyták. Virágzását többek között jó elhelyezkedésének köszönhette: a Chiapas és Guatemala magasabban fekvő vidékeit a síkságokkal összekötő út mentén, a comitáni síkságot uraló hegyen épült fel.
A magterület 30 hektárján 60 épület található. Ezek többsége, a legjelentősebbek az úgynevezett Akropolisz nevű részben találhatók, amit az emelkedő talaj miatt teraszosra alakítottak ki. A teraszokon nyitott és zárt terek, udvarok találhatók, az építmények köveit pedig építőik olyan tökéletesen csiszolták és illesztették egymáshoz, hogy nem volt szükségük semmilyen kötőanyagra, ami összetartotta volna őket. Legjellegzetesebb építménye a 15 méter magas úgynevezett 7-es számú piramisos épület, amihez két kisebb labdajátékpálya is tartozik.

## Képek

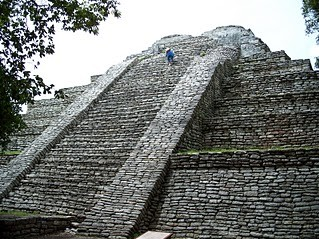
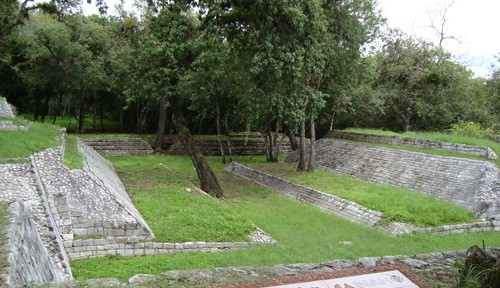
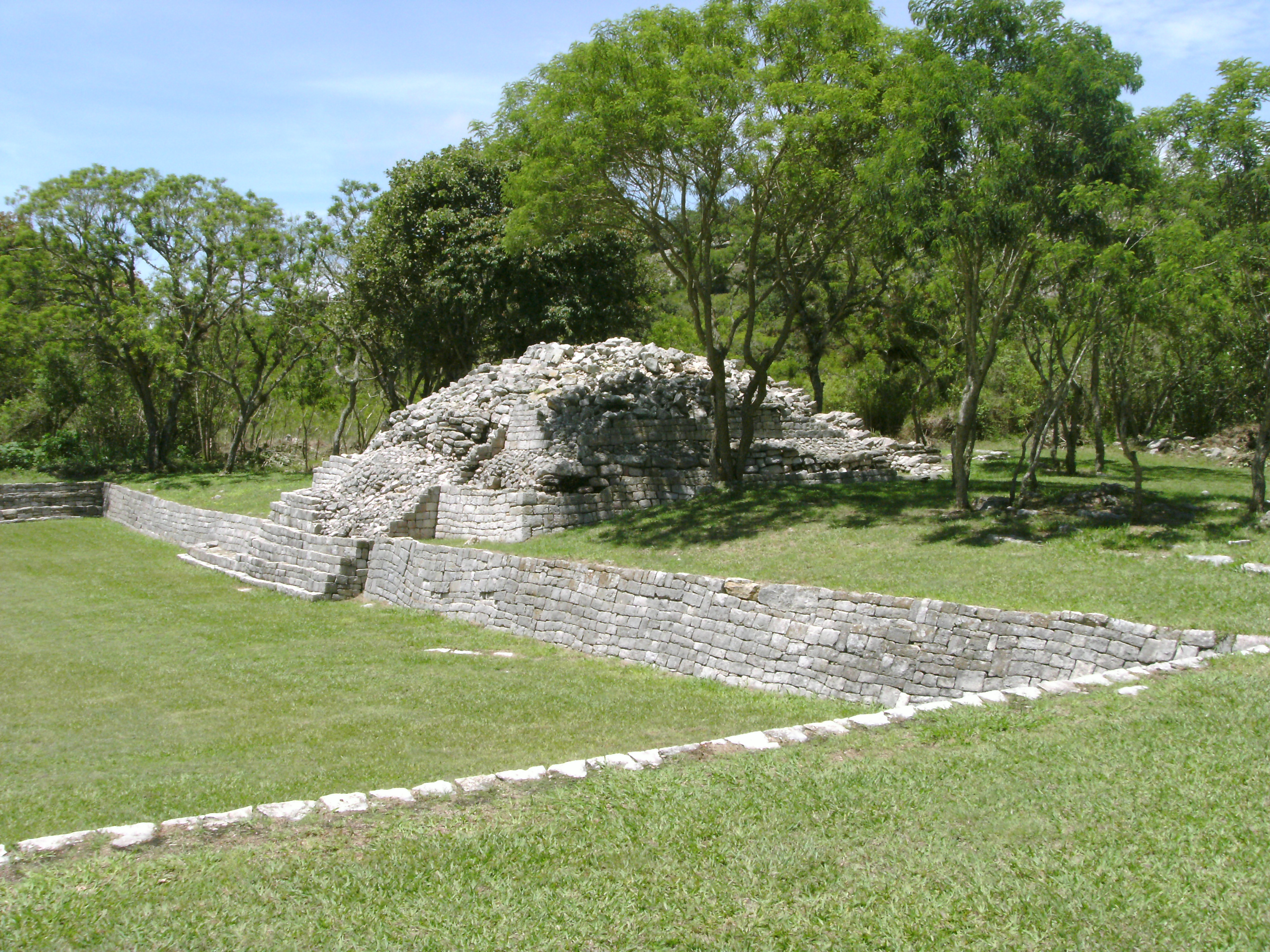
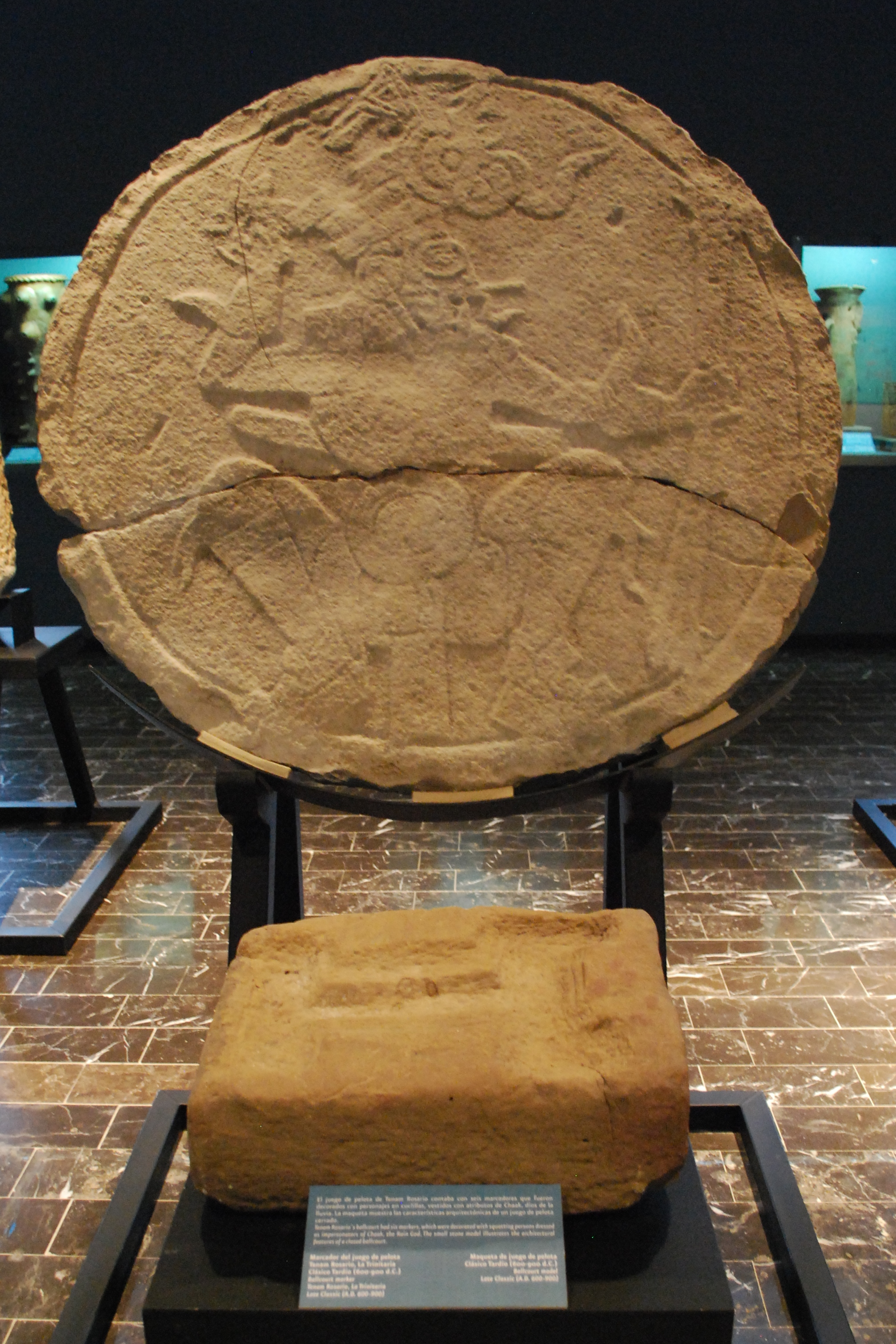